# Nedašovka
Die Nedašovka, auch Návojský potok ist ein linker Nebenfluss der Brumovka in Tschechien.

## Geographie
Die Nedašovka entspringt südlich von Študlov im Norden der Weißen Karpaten. Ihre Quelle befindet sich in einem Waldgebiet am südwestlichen Fuße des Požár (791 m) bei den Ansiedlungen Měříčka und Radošín. Ihr Oberlauf führt zunächst in südliche Richtung. Bei Nedašova Lhota wendet sich der Bach nach Südwesten und fließt an Nedašov vorbei durch Stráně und Návojná bis Brumov, wo er am Fuße der Burg in die Brumovka mündet.
Die Nedašovka hat eine Länge von acht Kilometern. Ihr Einzugsgebiet umfasst 32 km².
Am Unterlauf des Flusses führt von Brumov bis Návojná die Bahnstrecke Horní Lideč–Bylnice durch das Tal.

## Zuflüsse
- Říčka (l), Nedašova Lhota
- Hrušovka (l), Nedašov
- Hluboký potok (r), Návojná
- Návojník (l), Návojná